# Epiphragma (Epiphragma) rhododendri
Epiphragma (Epiphragma) rhododendri is een tweevleugelige uit de familie steltmuggen (Limoniidae). De soort komt voor in het Oriëntaals gebied.